# Антон, Аурел
Аурел Антон (рум. Aurel Anton, 30 марта 1928, Сэлбэджел, Тимиш — 11 ноября 2015) — румынский шахматист, международный мастер ИКЧФ (1980).
Выступал преимущественно в заочных соревнованиях.
Чемпион Румынии по переписке 1963 г. (турнир проводился впервые). Победитель 9-го чемпионата Европы по переписке (1971—1975 гг., 1—2 места с А. Н. Вайсманом), бронзовый призер 5-го чемпионата Европы по переписке (1967—1972 гг.).
Участник 9-го и 11-го чемпионатов мира по переписке.
В составе сборной Румынии участник 9-го командного чемпионата мира по переписке (заочной олимпиады).
В последние годы жизни участвовал в соревнованиях в Интернете.

## Спортивные результаты
| Год       | Соревнование                                                           | + | − | = | Результат | Место |
| --------- | ---------------------------------------------------------------------- | - | - | - | --------- | ----- |
| 1962—1963 | Чемпионат Румынии по переписке                                         |   |   |   |           | 1     |
| 1967—1972 | 5-й чемпионат Европы по переписке                                      |   |   |   |           | 3     |
| 1971—1975 | 9-й чемпионат Европы по переписке                                      |   |   |   | 11½ из 14 | 1—2   |
| 1977—1983 | 9-й чемпионат мира по переписке                                        |   |   |   |           | 4     |
| 1981—1987 | 11-й чемпионат мира по переписке                                       |   |   |   |           | 16    |
| 1983—1988 | 9-й командный чемпионат мира по переписке (сборная Румынии, 1-я доска) |   |   |   |           |       |
| 1986—1993 | Турнир 40-летия Федерации заочных шахмат ФРГ                           |   |   |   | ?? из 14  | 11    |

## Награды
- Медаль «За спортивные заслуги» I степени I типа (2010)[6]